# Störtebeker Braumanufaktur

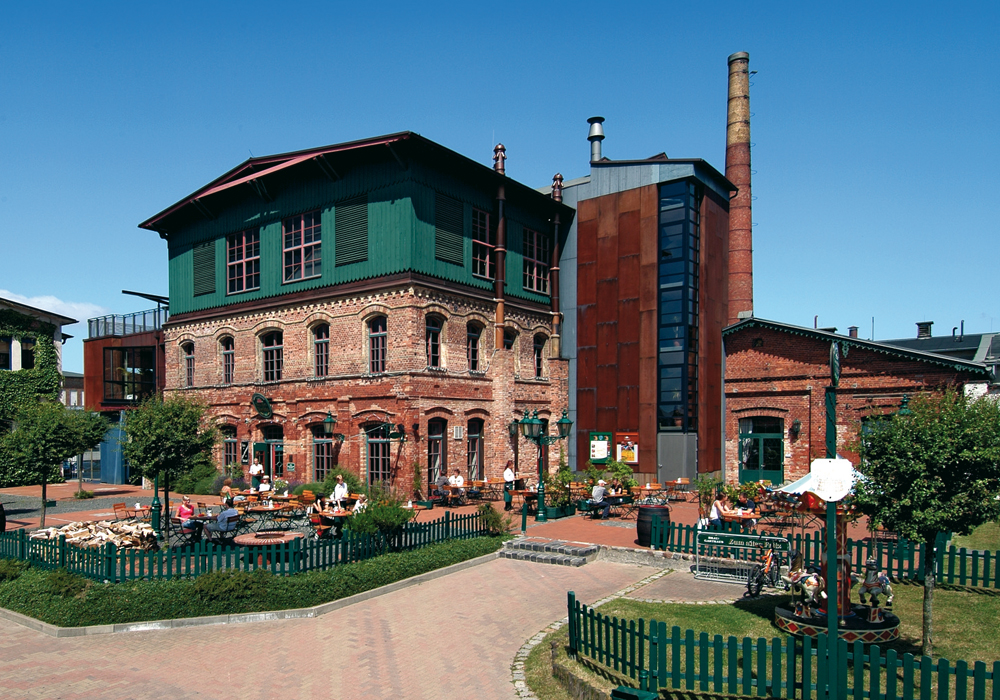
Stralsunder Brauerei mit Gasthaus „Alter Fritz“

Die Störtebeker Braumanufaktur GmbH ist eine seit 1827 bestehende mittelständische Brauerei in Stralsund. Bis zum Jahresende 2011 firmierte die Brauerei unter dem Namen Stralsunder Brauerei GmbH. Seit 2011 ist sie ein Teil der Kontor N Vermögensverwaltungs GmbH unter Leitung von Jürgen Nordmann.
Hauptprodukt sind verschiedene Biersorten der Marken „Störtebeker“ und „Stralsunder“. Die Brauerei ist Mitglied im Zusammenschluss Die Freien Brauer. 2018 wurden 248.000 Hektoliter Bier abgefüllt und verkauft.

## Geschichte

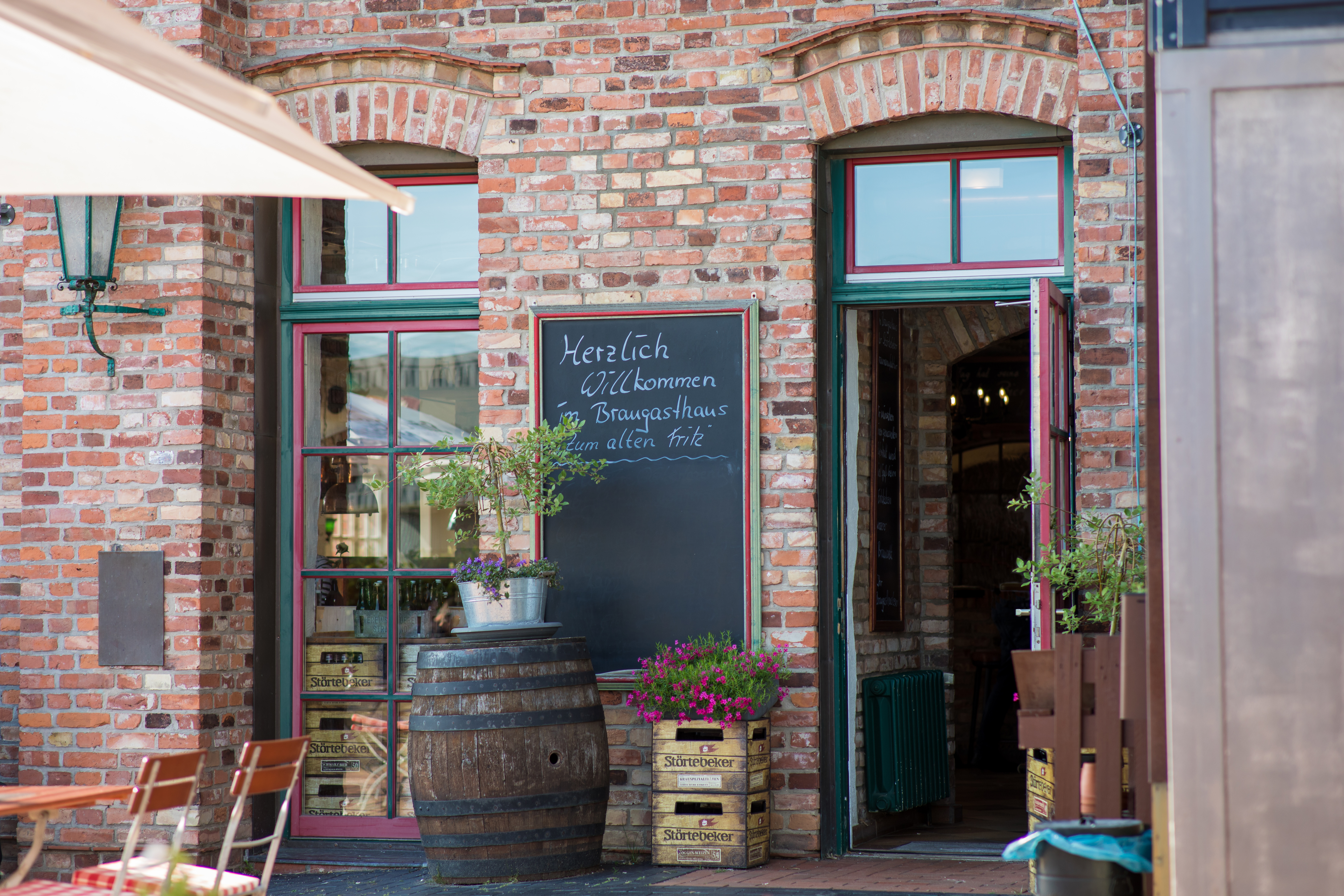
Detailansicht des Brauereigasthauses

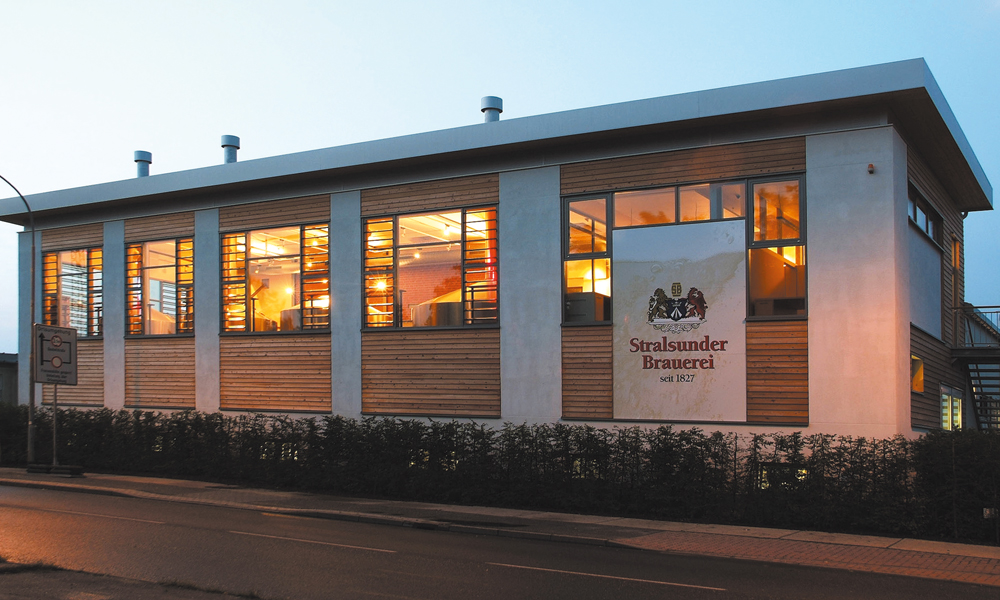
Sudhaus der Stralsunder Brauerei

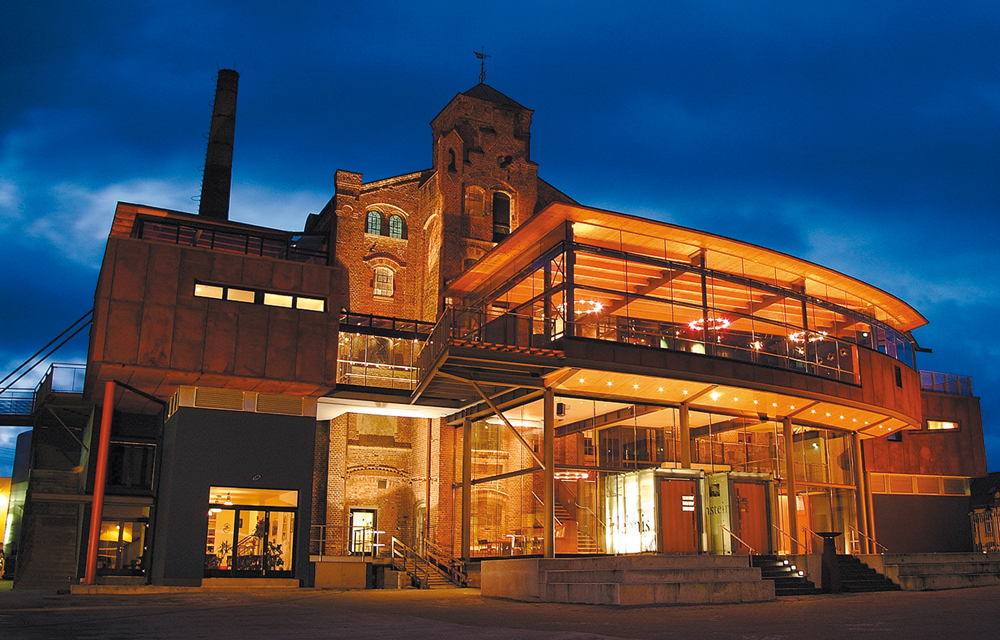
Event-Center „Die Alte Brauerei“

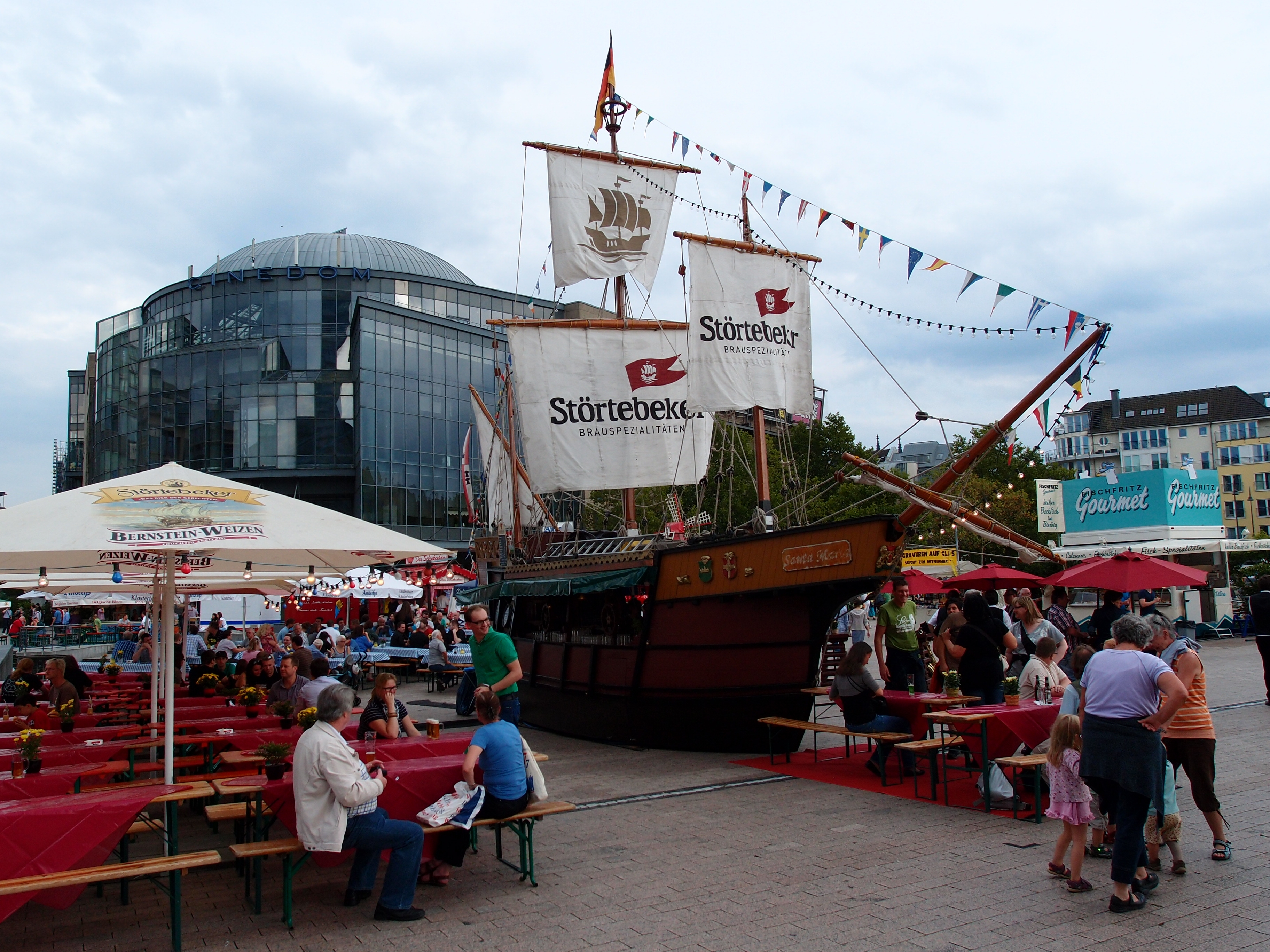
Störtebeker auf der 14. Kölner Bierbörse (2012)

1827 wurde die Stralsunder Vereinsbrauerei gegründet und war Hoflieferant der Ostseebäder. Aufgrund steigender Nachfrage entstand damals ein Neubau an der Greifswalder Chaussee, der mit modernster Technik ausgestattet war, beispielsweise einer der ersten Linde-Kältemaschinen.
Im Nachkriegsdeutschland wurde der Betrieb fortgeführt, und in den 1950er Jahren als Volkseigener Betrieb (VEB) eingerichtet. Veraltete Technik und die schlechte Versorgungslage mit hochwertigen Rohstoffen brachten einen Rückgang der Qualität und so erlebte die Brauerei einen qualitativen und, nach der politischen Wende, auch wirtschaftlichen Niedergang.
1991 übernahm die Unternehmensgruppe Nordmann aus Wildeshausen die Brauerei für den Kaufpreis von einer Million DM. In der Folge wurde die Braustätte um eine Gastronomie – das „Braugasthaus Alter Fritz“ – erweitert. Die Brauerei brachte 2005 ein aus Finnland stammendes Regalsystem auf Rollen als eigenes Lizenzprodukt auf den deutschen Markt, das die Produkte im rollbaren Sechserträger präsentiert. Ebenfalls 2005 wurde die Produktionsanlage erweitert. Die Familie Nordmann verlagerte 2006 ihren Getränkehandel auf ein Gewerbegrundstück an der Rostocker Chaussee. 2010 wurde die Unternehmensgruppe zwischen den Nordmann-Brüdern aufgeteilt. Seitdem ist die Stralsunder-Brauerei zusammen mit der zusammenhängenden Systemgastronomie ein Teil der Kontor N Vermögensverwaltungs GmbH unter Leitung von Jürgen Nordmann. Im Mai 2010 wurden zwei weitere Gärtanks mit einem Gesamtfassungsvermögen von 120.000 Litern zur Produktion des „Störtebeker Bernstein-Weizen“ installiert.
Seit Juli 2012 ist die Brauerei Mitglied der Freien Brauer, einem Zusammenschluss von mittelständischen Privatbrauereien, die sich das Ziel gesetzt haben, die Biervielfalt und Bierkultur zu erhalten. 2014 wurde das ehemalige Trafohaus auf dem Gelände der Braumanufaktur abgerissen und damit Platz geschaffen für neue Gär- und Lagertanks. Im April 2015 wurden zwölf knapp 14 Meter hohe Stahltanks der Firma Ziemann aus Bürgstadt im neuen Gärkeller aufgestellt. Im Juli 2016 wurden acht je 16 Meter hohe Malzsilos aus Stahlblech installiert und im September 2016 vier je 14 Meter hohe und 11,7 Tonnen schwere Gär- und Lagertanks mit einem Fassungsvermögen von 1100 Hektolitern eingesetzt. Ergänzt wurde der Ausbau im Dezember 2016 durch eine zusätzliche Maischepfanne, einen Läuterbottich und ein Würzevorlaufgefäß.
Die Braumanufaktur betreibt seit Oktober 2016 auch die Gastronomieeinrichtungen in der Hamburger Elbphilharmonie; die Ausschankrechte hatte sich die Brauerei schon vor der Grundsteinlegung gesichert.
Im Juli 2017 wurden zu den bisher sieben vorhandenen Drucktanks noch drei weitere (ein 390 hl großer und zwei je 300 hl fassende) installiert. Zusätzlich zu den zwei bisherigen Tiefbrunnen wurde ab August 2017 ein dritter Brunnen in über 40 Metern Tiefe gebohrt. Im Jahr 2017 wurden 200.000 Hektoliter Störtebeker Brauerzeugnisse abgesetzt, im Jahr 2018 waren es 248.000 Hektoliter. 2020 wurde eine neue Abfüll-, Verpackungs- und Logistikhalle in Betrieb genommen.

## Getränke
Das Unternehmen produziert unter den Markennamen „Störtebeker“ und „Stralsunder“ zahlreiche Biersorten. Hinzu kommen Biermischgetränke der Marke „Strand-Räuber“, Limonaden und Mineralwasser. Unter dem Namen BIOS wurde eine Bio-Limonade hergestellt.
Mit der Störtebeker Brennerei in Alt Reddevitz auf der Insel Rügen besitzt die Braumanufaktur auch ein Unternehmen zur Herstellung regionaler Whiskys und Spirituosen, darunter ein Single-Malt-Whisky, Rum, Gin sowie verschiedene Obstbrände, Liköre und Geiste für den regionalen Markt.

## Produktionszahlen
Der Absatz, zu DDR-Zeiten noch bei 100.000 Hektolitern pro Jahr, ging bis 1995 auf 10.000 hl zurück. Ab 1998 wurde wieder Flaschenbier abgefüllt. Der Absatz lag 2005 bei 88.000 Hektolitern, 2008 bei 65.000 hl und 2009 bei 70.000 hl.
Den Aufschwung der Brauerei seit Anfang der 2010er Jahre zeigen die folgenden Zahlen: 2015 lag der Absatz bei 140.000 Hektolitern. 2016 wurden 180.000 hl Störtebeker Getränke abgefüllt und verkauft. Im Jahr 2018 wurden 248.000 hl Bier verkauft. Im Jahr 2020 soll die Produktion auf 300.000 hl angestiegen sein, und für 2024 wurden 430.000 hl ermittelt.

## Auszeichnungen

### Wettbewerbsteilnahmen
Die Brauerei stellte ihre Produkte wiederholt bei diversen Wettbewerben vor. Dabei gewann sie Preise der Deutschen Landwirtschafts-Gesellschaft, beim World Beer Award, beim World Beer Cup, beim European Beer Star und beim Craft Beer Award.
Außerdem nahmen mehrfach Mitarbeiter der Braumanufaktur erfolgreich an der Weltmeisterschaft der Biersommeliers teil. 2019 errang die Pressesprecherin der Störtebeker Braumanufaktur, Elisa Raus, als erste Frau diesen Titel.

### Bundesehrenpreis
Den vom Bundesministerium für Ernährung, Landwirtschaft und Verbraucherschutz ausgelobten ‚Bundesehrenpreis‘ für die besten Gesamtleistungen in der Qualitätsprüfung für Bier der Deutschen Lebensmittelgesellschaft (DLG) erhielt die Stralsunder Brauerei seit 2008 zehnmal in Folge.
Aus Protest gegen die am 4. Mai 2009 durch die Bundesagrarministerin Ilse Aigner genehmigten Freilandversuche mit gentechnisch veränderter Gerste in Mecklenburg-Vorpommern gab Geschäftsführer Markus Berberich den 14 Tage zuvor erhaltenen Bundesehrenpreis am 6. Mai 2009 zurück.
Im Jahr 2020 erhielt die Brauerei den 13. Bundesehrenpreis in Folge.

## Veranstaltungen
Die Stralsunder Brauerei war von 2002 bis 2005 mit dem Bier der Gerechten Sponsor der Störtebeker-Festspiele in Ralswiek auf Rügen.
Von 1997 bis 2006 und im Jahr 2009 lud die Brauerei jeweils im Sommer zum Stralsunder Brauereihoffest ein. Hierbei traten nationale und internationale Musiker auf dem Brauereigelände an der Greifswalder Chaussee vor bis zu 15.000 Zuschauern auf. Auf dem Gelände der Brauerei finden zudem Public Viewings von sportlichen Großereignissen (Brauerei-Arena) und Brauereiparties statt.